# Ford Championship at Doral
Ford Championship at Doral, var en golftävling på den amerikanska PGA-touren.
Tävlingen har spelats sedan 1962 och äger rum i mars varje år på banan "Blue Monster" på Doral Golf Resort & Spa i Miamiförorten Doral i Florida.   
Tävlingen drar till sig ett av de starkaste startfälten på PGA-touren utanför majortävlingarna och World Golf Championships. 2005 deltog nio av de tio högst rankade spelarna på golfens världsranking. Det var vid denna tävling som Tiger Woods 2005 återtog ledningen på rankingen efter att Vijay Singh hade legat etta i sex månader. 

## Segrare
| År   | Segrare         |
| 2006 | Tiger Woods     |
| 2005 | Tiger Woods     |
| 2004 | Craig Parry     |
| 2003 | Scott Hoch      |
| 2002 | Ernie Els       |
| 2001 | Joe Durant      |
| 2000 | Jim Furyk       |
| 1999 | Steve Elkington |
| 1998 | Michael Bradley |
| 1997 | Steve Elkington |
| 1996 | Greg Norman     |
| 1995 | Nick Faldo      |
| 1994 | John Huston     |
| 1993 | Greg Norman     |
| 1992 | Raymond Floyd   |

| År   | Segrare       |
| 1991 | Rocco Mediate |
| 1990 | Greg Norman   |
| 1989 | Bill Glasson  |
| 1988 | Ben Crenshaw  |
| 1987 | Lanny Wadkins |
| 1986 | Andy Bean     |
| 1985 | Mark McCumber |
| 1984 | Tom Kite      |
| 1983 | Gary Koch     |
| 1982 | Andy Bean     |
| 1981 | Raymond Floyd |
| 1980 | Raymond Floyd |
| 1979 | Mark McCumber |
| 1978 | Tom Weiskopf  |
| 1977 | Andy Bean     |

| År   | Segrare           |
| 1976 | Hubert Green      |
| 1975 | Jack Nicklaus     |
| 1974 | Brian Allin       |
| 1973 | Lee Trevino       |
| 1972 | Jack Nicklaus     |
| 1971 | J.C. Snead        |
| 1970 | Mike Hill         |
| 1969 | Tom Shaw          |
| 1968 | Gardner Dickinson |
| 1967 | Doug Sanders      |
| 1966 | Phil Rodgers      |
| 1965 | Doug Sanders      |
| 1964 | Billy Casper      |
| 1963 | Dan Sikes         |
| 1962 | Billy Casper      |

## Namn på tävlingen
| År        | Namn                            |
| 1962-1963 | Doral CC Open Invitational      |
| 1964-1969 | Doral Open Invitational         |
| 1970-1971 | Doral-Eastern Open Invitational |
| 1972-1986 | Doral-Eastern Open              |
| 1987-2000 | Doral-Ryder Open                |
| 2001-2002 | Genuity Championship            |
| 2003-     | Ford Championship at Doral      |